# Philipp von Pappenheim

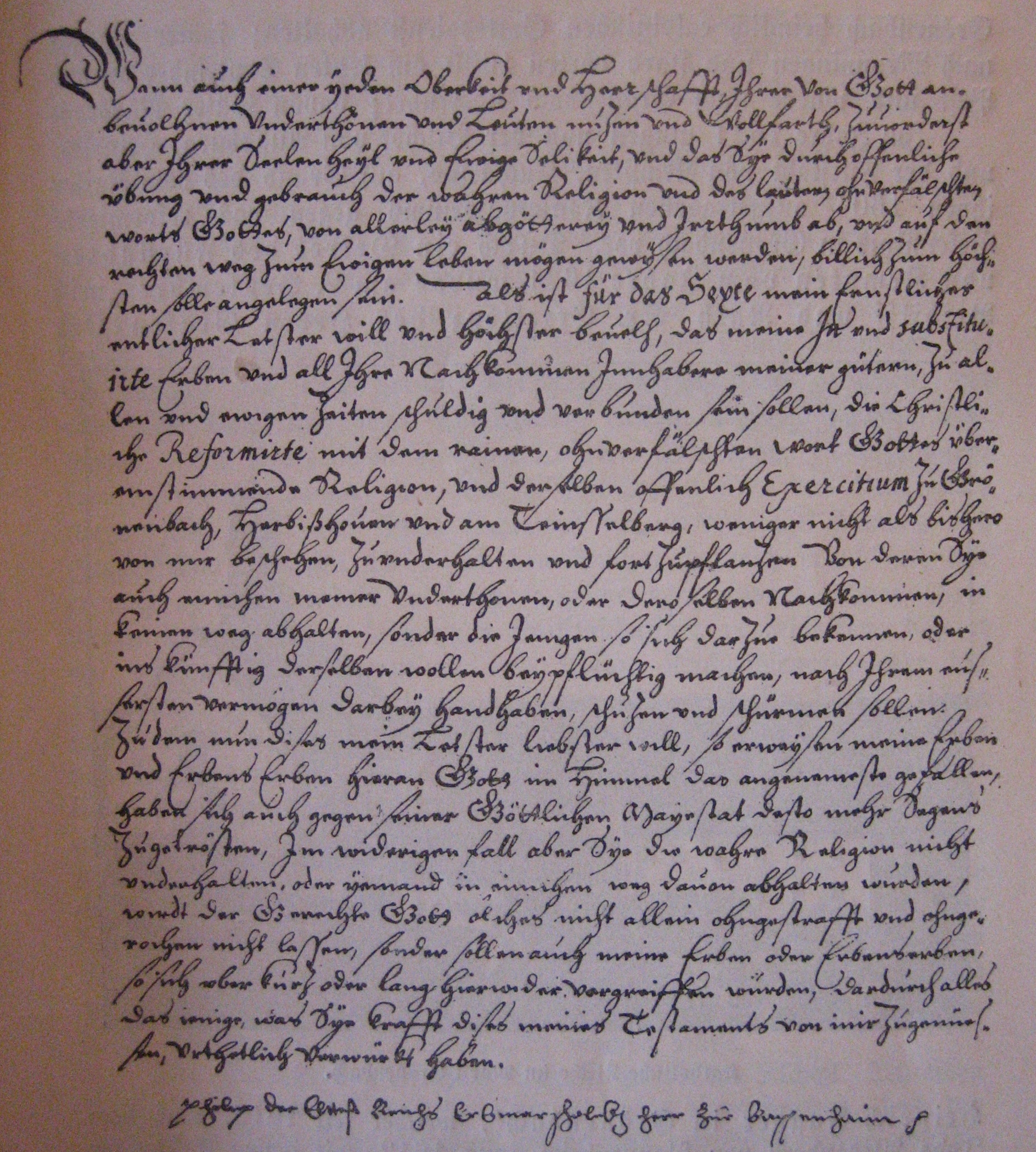
Testament Philipps von Pappenheim, 1613. Original in Donaueschingen

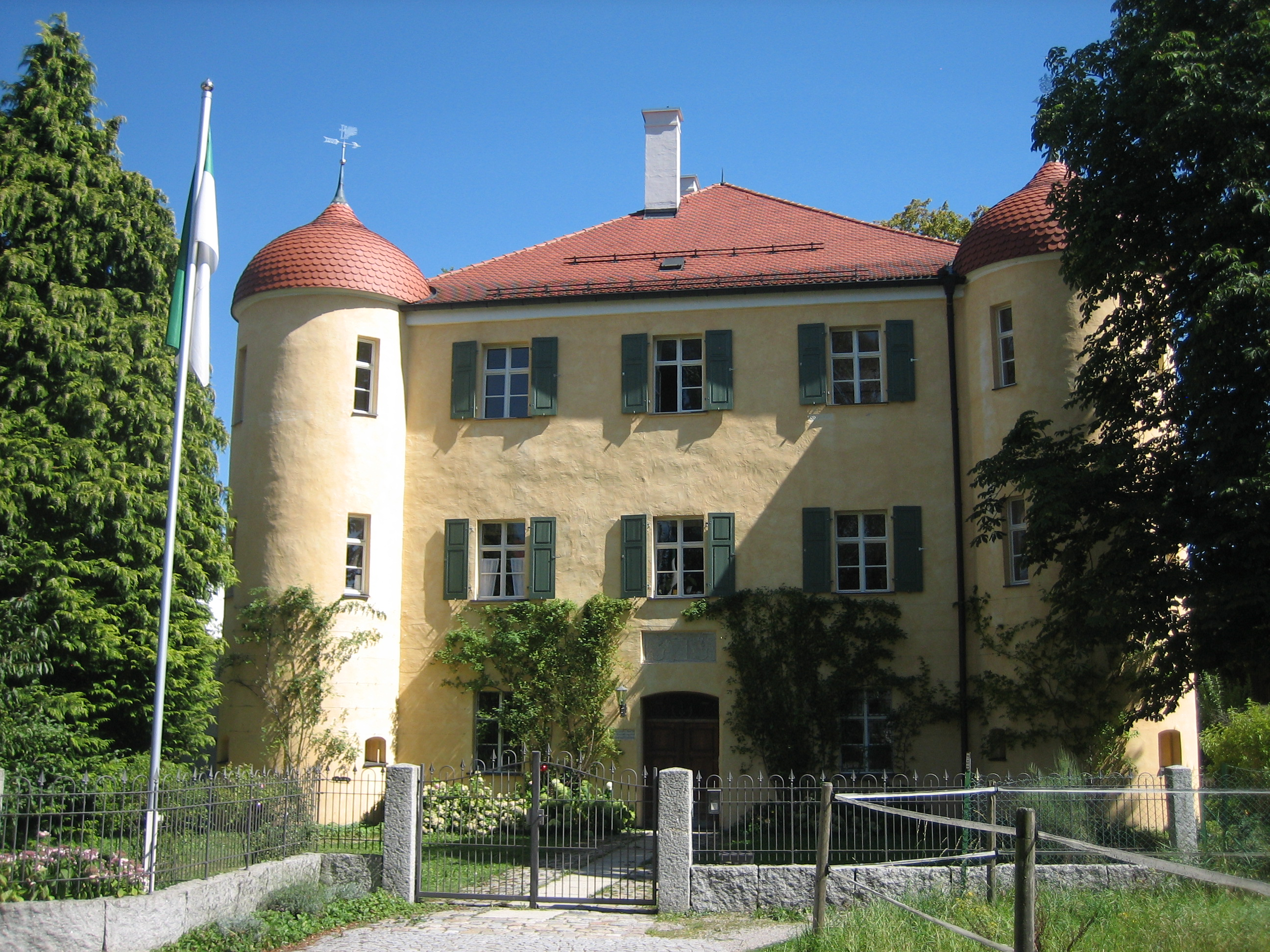
Schlößle in Bad Grönenbach 1563

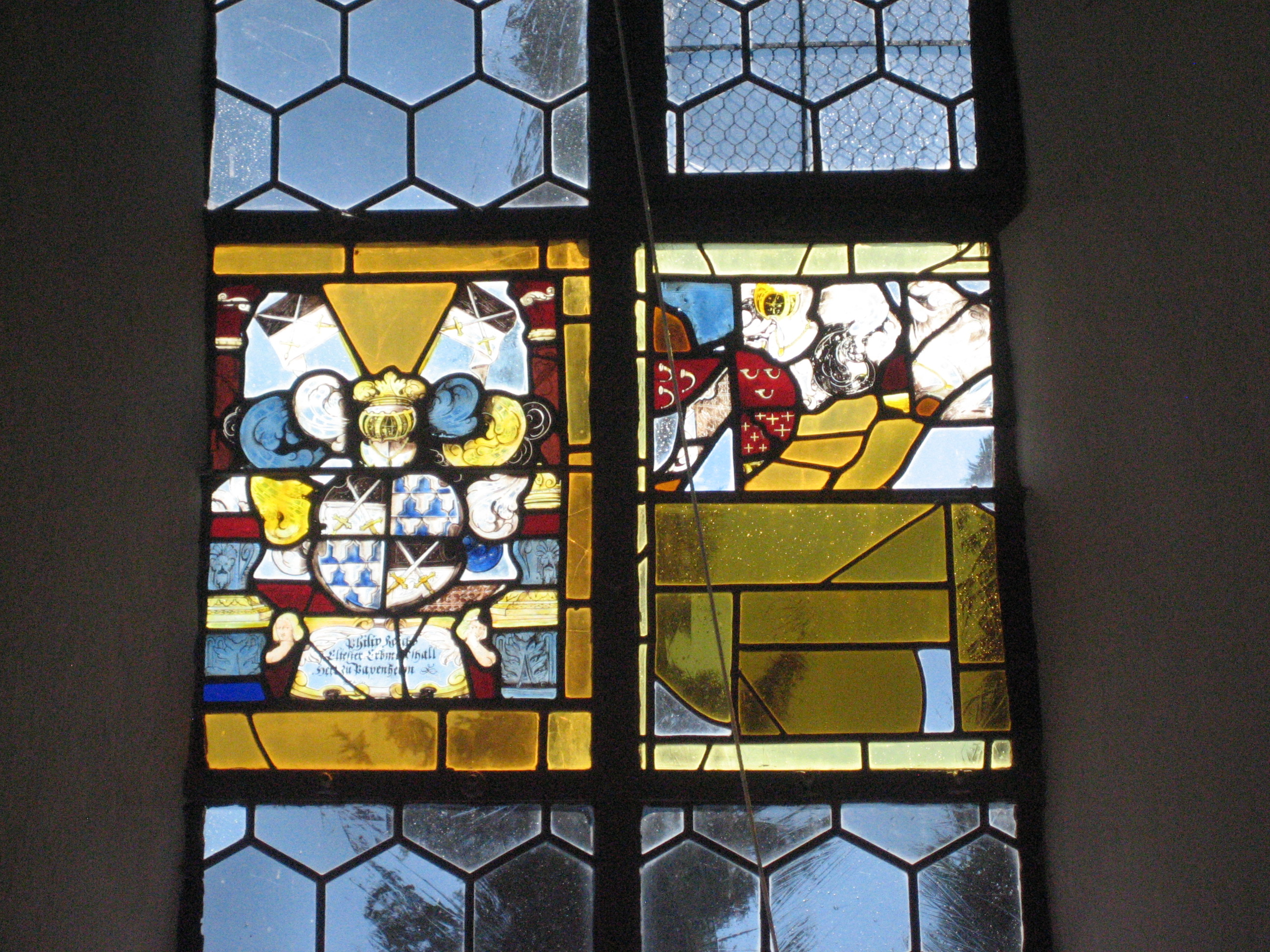
Wappen Philipps von Pappenheim im Glasfenster der Pfarrkirche in Herbishofen

Philipp von Pappenheim (* 14. Dezember 1542; † 13. November 1619), auch genannt der Reformator, führte in Bad Grönenbach den reformierten Glauben nach zwinglianischer Lehre ein.

## Leben
Nach dem Tode seines Vaters Wolfgang von Pappenheim († 1558) entschloss sich Philipp, zusammen mit seinen Brüdern Wolfgang und Christoph, zu einer Wallfahrt nach Jerusalem. Der Plan wurde jedoch geändert, und so kehrten Philipp und einer seiner Brüder bereits in Venedig wieder um, und kehrten in die Schweiz nach Zürich zurück. In Zürich lernte Philipp den reformierten Prädikanten Bächli kennen und nahm den reformierten Glauben zwinglianischer Prägung an. Zurück in Grönenbach führte er die neue Glaubenslehre nach dem Grundsatz „cuius regio, eius religio“ ein. Bereits 1560 einigte er sich mit seinem Verwandten Alexander II. von Pappenheim auf die gemeinsame Benutzung der Stiftskirche St. Philipp und Jakob als Simultankirche in Grönenbach, welches bis 1621 Bestand hatte. Ab dem Jahr 1612 bis zu seinem Tod sieben Jahre später, hatte Philipp das Seniorat des Reichserbmaschallamtes inne. Da er zu diesem Zeitpunkt bereits ein hohes Alter hatte, wurde das Seniorat vom Landgrafen Maximilian von Stühlingen kommissarisch verwaltet. In seinem 1613 verfassten Testament legte er fest, dass seine Nachfolger ihr Erbe verlieren würden, sollten sie nicht den reformierten Glauben in Grönenbach erhalten und fortführen. Philipp von Pappenheim war insgesamt zweimal verheiratet. In erster Ehe mit Ursula von Ellerbach und in zweiter Ehe mit Anna von Winneberg und Beilstein († 30. September 1635). Beide Ehen blieben kinderlos.

## Besitzungen
Bei der Erbteilung durch Los mit seinen Brüdern nach 1558, gelangte Philipp in den Besitz des Schlosses Rothenstein und Kalden. Durch seine erste Ehe mit Ursula von Ellerbach heiratete er in die Herrschaft Bellenberg ein. 1563 erbaute er zusammen mit seinen drei Brüdern Wolfgang, Christoph und Conrad von Pappenheim das Untere Schloss in Bad Grönenbach. Nach dem Tod Christoph Ulrich von Pappenheim im Jahr 1599 erwarb er den dritten Teil sowohl an der Herrschaft Gräfenthal wie auch an der Herrschaft Pappenheim. Von Alexander II. von Pappenheim erbte er nach dessen Tod 1612 dessen Anteil an der Herrschaft Gräfenthal, sowie Güter zu Pappenheim und Anteile an Allgäuer Lehen. Durch diese Erbschaften und mit Verteidigung des Erbes gegen die einzige Tochter Alexanders II., Anna und deren Gemahl Otto Heinrich Fugger, gelangte er so in den Besitz des Großteils der Gesamtfamilie. Als Erben setzte Philipp seinen Neffen Wolfgang Christoph († 22. August 1635) ein, der jedoch kinderlos starb. Dieser wiederum vermachte seinen Besitz an Maximilian von Pappenheim.